# Município de Eldorado (condado de Montgomery, Carolina do Norte)

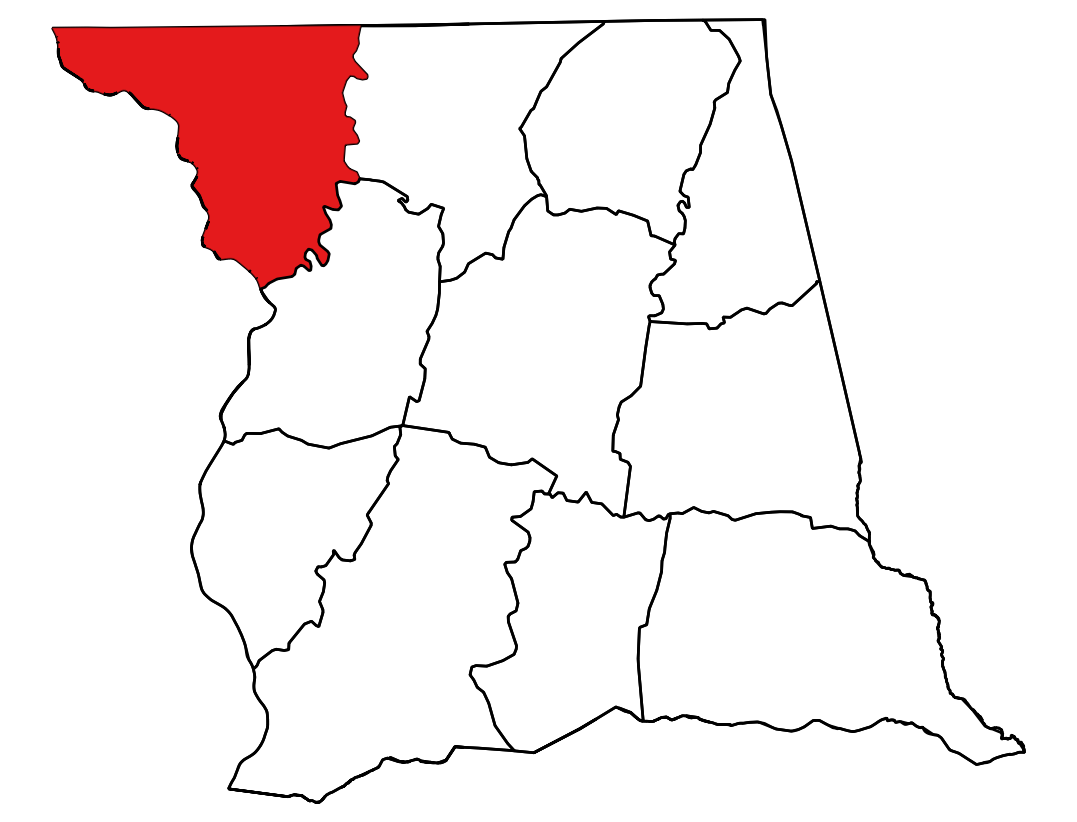
Localização no Condado de Montgomery

O município de Eldorado (em inglês: Eldorado Township) é um localização localizado no  condado de Montgomery no estado estadounidense da Carolina do Norte. No ano 2010 tinha uma população de 1.873 habitantes.

## Geografia
O município de Eldorado encontra-se localizado nas coordenadas 35° 27′ 54,34″ N, 80° 05′ 27,1″ O.